# کرم‌های کوزه
کرم‌های کوزه (نام علمی: Enchytraeidae) نام یک تیره از رده کمربندبه‌تنان است.